# Буркхардтсдорф
Буркхардтсдорф (нем. Burkhardtsdorf) — община в Германии, в земле Саксония. Подчиняется административному округу Кемниц. Входит в состав района Рудные Горы. Население составляет 6424 человека (на 31 декабря 2010 года). Занимает площадь 21,19 км².
Коммуна подразделяется на 4 сельских округа.